# Garoe
Garoe (in somalo Garoowe) è una città della Somalia, capitale amministrativa dello Stato del Puntland. Vi si trova il parlamento regionale, il palazzo presidenziale e i ministeri del governo.
Garoe ha una popolazione di 57 300 abitanti ed è la quarta città più grande nella regione dopo Bosaso, Gallacaio e Las Anod. Il clan predominante a Garoe si chiama Harti. Si trova nella parte centrale del Puntland ed è attraversata da nord a sud dalla strada principale somala. La presenza di questa strada ha permesso un boom economico, poiché l'ha trasformata da una piccola città rurale in una città di media grandezza.
La città è strategicamente localizzata tra la strada principale che collega le principali città a sud e nord della Somalia. La città ha molte scuole, un'università e un grande ospedale.
Garoe è inoltre la sede della testata giornalistica Puntland Post.